# Alue Panyang
Alue Panyang is een bestuurslaag in het regentschap Aceh Barat van de provincie Atjeh, Indonesië. Alue Panyang telt 171 inwoners (volkstelling 2010).